# مازندران‌محله (تنکابن)
مازندران محله (تنکابن)، روستایی از توابع بخش نشتا شهرستان تنکابن در استان مازندران ایران است.

## جمعیت
این روستا در دهستان کترا قرار دارد و براساس سرشماری مرکز آمار ایران در سال ۱۳۸۵، جمعیت آن ۱۸۴ نفر (۵۳خانوار) بوده‌است. مردم این روستا به زبان مازندرانی صحبت می کنند.